# Symphanodes
Symphanodes dianiphus es una especie de araña araneomorfa de la familia Gnaphosidae. Es la única especie del género monotípico Symphanodes.  

## Distribución
Es originaria de  Queensland en Australia.